# دانیل اورسانیک
 دانیل اورسانیک (انگلیسی: Daniel Orsanic؛ زادهٔ ۱۱ ژوئن ۱۹۶۸) یک تنیس‌باز اهل آرژانتین است.